# EX-322
La carretera EX-322 es de titularidad de la Junta de Extremadura. Su categoría es local. Su denominación oficial es   EX-322 , de Cabeza del Buey a Puebla de Alcocer.